# مهموئی (قائنات)
مَهْموئی روستایی در دهستان قائن بخش مرکزی شهرستان قائنات استان خراسان جنوبی ایران است.

## جمعیت
بر پایه سرشماری عمومی نفوس و مسکن در سال ۱۳۹۵ جمعیت این روستا ۴۵۲ نفر (در ۹۹ خانوار) بوده است.